# 魯瓦河
2°44′34″S 29°02′27″E / 2.74283°S 29.04076°E
魯瓦河（Ruhwa）是盧旺達的河流，位於該國西南部，處於該國與剛果民主共和國接壤的邊境，屬於魯濟濟河的左支流，有科科河等支流。